# AKB48 SHOW!
AKB48 SHOW!(에이케이비 포티에이트 쇼!)는 일본의 NHK BS 프리미엄에서 2013년 10월 5일부터 방송되는 버라이어티 프로그램이다.

## 개요
- 스튜디오에서의 라이브 콘서트에 함께 각 멤버에 의한 인터뷰나 토크, 콩트, 촬영, 각종 행사 뒤를 소개하는 다큐멘터리, 등 다양한 곳에서부터 48그룹의 매력을 끌어내 시청자에게 전달하는 엔터테인먼트 쇼 프로그램이다. 초기에 이제 와서 들을 수 없는 AKB 백열 교실이라는 코너도 있었으나 현재는 폐지된 상태다. 그 외에도 AKB48의 각종 대형 이벤트나 극장 공연 소식을 전하는 AKB48 뉴스가 비정기적으로 방영되고 있다.
- 스튜디오 라이브에서는 AKB48의 대표 곡을 비롯해 각 자매 그룹 각 파생 유닛의 음악을 드물게 피로하지 않고, 각 싱글의 커플링과 극장 공연 곡 등도 풀 사이즈로 선 보인다.
- 프로그램 공식 사이트의 "재빨리 MOVIE & 인터뷰"에서는 홈페이지 한정의 인터뷰 동영상이나 다음 방송 예정인 영상의 일부가 조금만 보여지는 동영상이 전송되어 있다.
- 일본 국내의 48그룹 전 멤버가 정규 선수로 되어 출연하는 NHK의 프로그램은 이것이 최초라고 된다.
- 2014년 3월 1일부터 격주 방식으로 AKB48의 공식 라이벌인 노기자카46에 의한 특별편 「노기자카46 SHOW!」가 방영됐다.
- 2015년 10월 4일부터 NHK의 국제 방송인 NHK 월드 프리미엄에서도 방송을 시작하였다.

## 출연자
- AKB48
- SKE48
- NMB48
- HKT48
- NGT48
- STU48
- JKT48
- BNK48
- AKB48 Team TP
- MNL48
- 노기자카46 (격주식으로 방영되는 별책「노기자카46 SHOW!」,「46 SHOW!」)
- 케야키자카46 (격주식으로 방영되는 별책「케야키자카46 SHOW!」,「46 SHOW!」)
- 히라가나 케야키자카46→히나타자카46 (격주식으로 방영되는 별책「케야키자카46 SHOW!」,「히라가나 케야키자카46 SHOW!」)
- =LOVE (#163「사시하라 SHOW!」)

## 주요 코너

### 방송 중인 코너
- 오프닝 콩트「분장실에서」
- 오프닝 스튜디오 라이브
- 멤버들의 컨셉 콩트
- 요코야마 총감독 설교부방
- AKB48 뉴스
- 엔딩 스튜디오 라이브